# Power to the People (John Lennon)
Power to the People is een politiek nummer van John Lennon en de Plastic Ono Band, geschreven door deze Engelse zanger, muzikant, vredesactivist en ex-Beatle, uitgebracht als single in maart 1971 en geproduceerd door hemzelf, Yoko Ono en Phil Spector.
Het nummer past wat stijl betreft bij de eerdere makkelijk mee te zingen en klappen song Give Peace a Chance (1969) en wat de tekst betreft ook bij zijn Woman Is the Nigger of the World (1972), een uitdrukking van de rebelse tijdgeest onder vele jongeren eind jaren 60 en begin jaren 70, kort na Parijs '68 en ten tijde van de demonstraties tegen de Vietnam-oorlog. De tekst ervan geeft uiting aan Lennons linksradicale en ook feministische opvattingen. Hij suggereert terloops dat activisten die zeggen te strijden tegen onderdrukking ook best naar zichzelf mogen kijken ("I gotta ask you comrades and brothers, How do you treat you own woman back home, She got to be herself, So she can free herself").
Het zou later ook worden uitgebracht op het verzamel-album Shaved Fish (1975).
Het werd tussendoor opgenomen in de Ascot Sound Studios tijdens de sessies voor het Imagine-album van Lennon in februari 1971 en was geschreven in antwoord op een interview dat hij gaf aan Tariq Ali en Robin Blackburn, dat verscheen in het trotskistische tijdschrift Red Mole. 
Het was de vijfde solo-single van Lennon en zijn Plastic Ono Band, die bij deze gelegenheid bestond uit hemzelf, Bobby Keys en Billy Preston, naast de vaste leden Klaus Voormann en Alan White. Achtergrondzang werd geleverd door Rosetta Hightower en een koor van "44 overigen".

## Varia
Het nummer zou in 2020 worden gebruikt door de Amerikaanse politicus Bernie Sanders in zijn campagne voor de democratische kandidatuur voor de presidentsverkiezingen.